# 真愛碼頭站
真愛碼頭站位於高雄市鹽埕區，為高雄捷運環狀輕軌的捷運車站，為目前高雄輕軌系統中唯一高架車站。車站編號為C11。

## 歷史
環狀輕軌第一階段興建時，高雄市政府捷運工程局舉行徵名活動，於2015年3月29日公告名為「真愛碼頭站」。
2017年6月30日，隨著環狀輕軌第一階段「C8高雄展覽館–C12駁二大義」完工試營運啟用。
2017年12月3日，真愛碼頭站旁原為高雄臨港線舊鐵橋，以人行步道形式重新開放。舊鐵橋東側為高9米的旋轉梯，西側則連接本站。
因應高雄輕軌成圓，於2024年1月1日至2月25日前進行全線通車試營運，以作為後續正式營運後參考。

## 車站概要
站區位於公園二路南側，真愛碼頭內，定位為環狀輕軌「特色站」，能觀賞愛河全景。車站構造為設置側式月台兩座。

### 月台配置

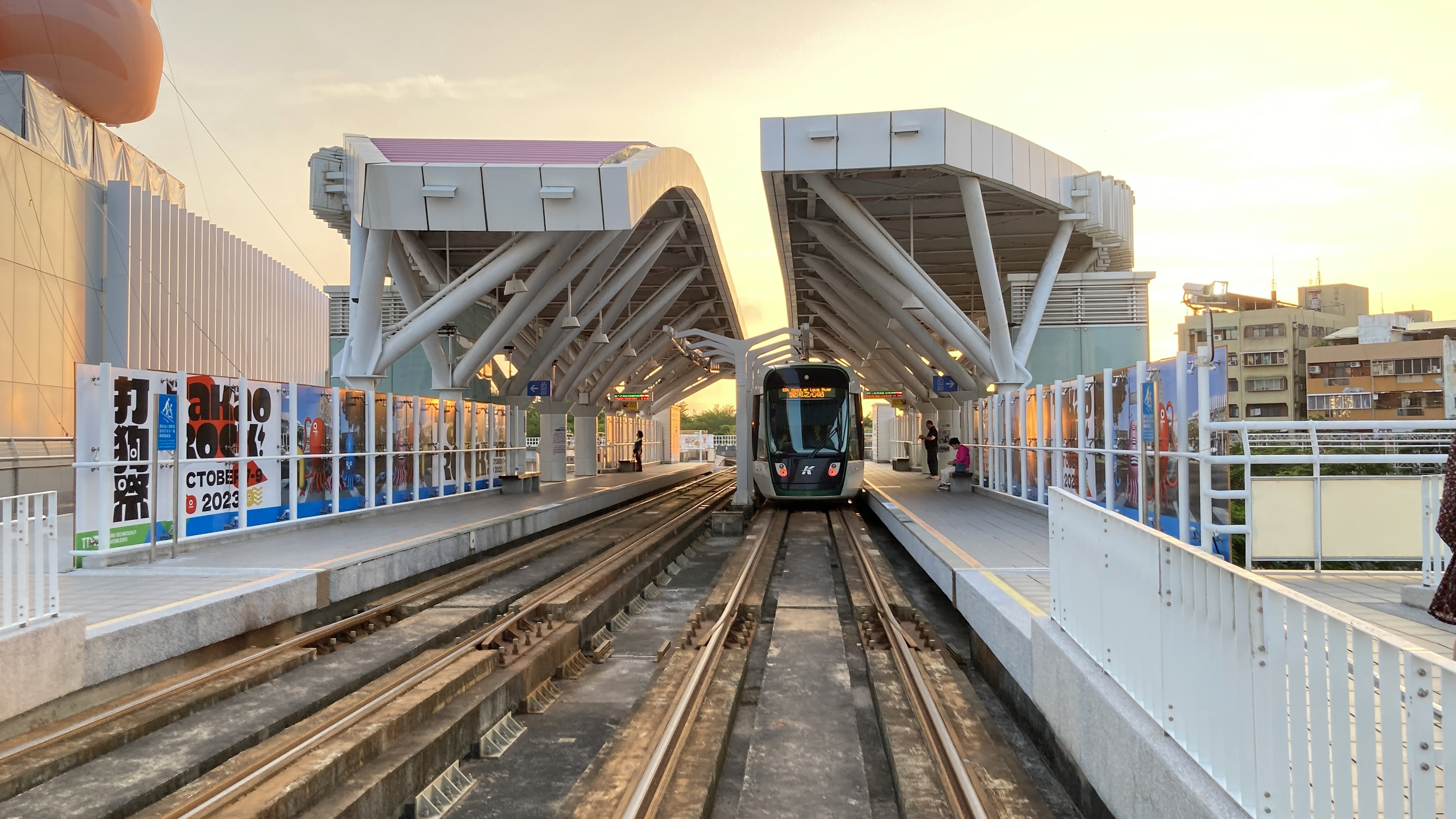
月台
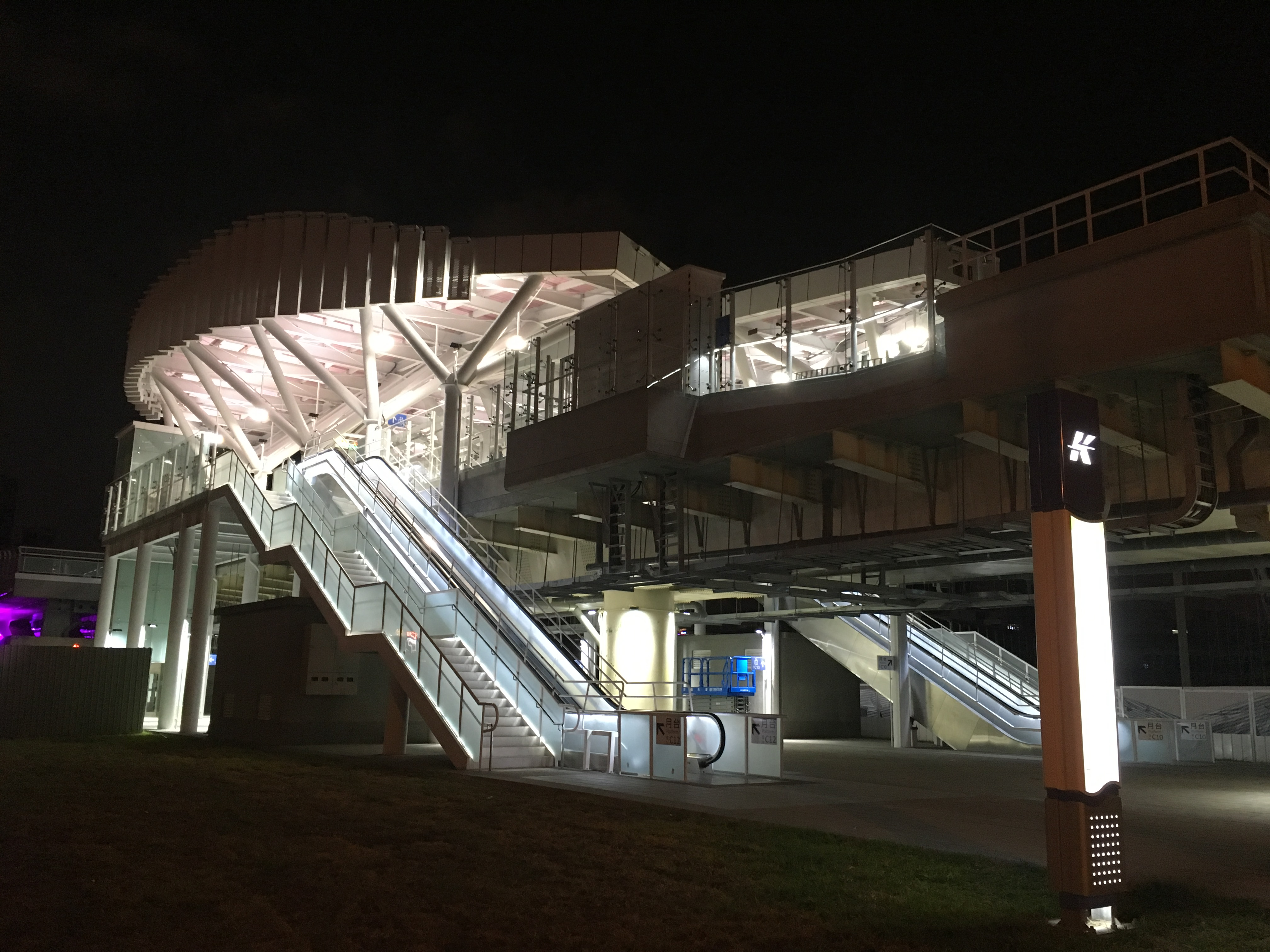
站體夜景

| 地上 二樓          |                                  |
| 出入口             | 連通道往愛河親水步道             |
| 側式月台，右側開門 |                                  |
|                    | ← 環狀輕軌順行方向（駁二大義站） |
|                    | 環狀輕軌逆行方向（光榮碼頭站）→  |
| 側式月台，右側開門 |                                  |
| 出入口             | 連通道往高雄流行音樂中心         |

| 地面 | 出入口 | 戶外空間、無障礙電梯、電扶梯（上行） |

- 月台
- 站體夜景

## 利用狀況
| 年   | 全年   | 全年   | 全年     | 1日平均 | 1日平均 | 1日平均 | 1日平均 |
| 年   | 上車   | 下車   | 上下車計 | 來源    | 上車    | 上下車  | 排名    |
| ---- | ------ | ------ | -------- | ------- | ------- | ------- | ------- |
| 2019 | 無資料 | 無資料 | 無資料   | [ 8 ]   | -       | 153     | 7/14    |

## 外部連結
- 真愛碼頭站（高雄捷運公司） （页面存档备份，存于）